# Seronga
Seronga est une ville du Botswana.